# Principat de Sassun
El principat de Sassun fou un petit estat autònom kurd que va existir fins a la meitat del segle xix centrat a Sassun, format per la tribu Ruzagi o Rözagi la qual al seu torn era una federació de 25 clans que es van reunir un dia (ruzi) al poble de Tab a la comarca de Khoyt, a l'oest de Bidlis. Els Ruzagi es van dividir en dos grups: Bilbasi i Kawalisi.
Els Ruzagi van ocupar Sassun i Bidlis al príncep georgià David III el Gran, curopalata de Taoklardjétia (vers 990-1001). Llavors van cridar a dos prínceps germans d'origen sassànida que vivien a Akhlat i un d'ells fou proclamat príncep de Bidlis i l'altra de Sassun. La branca de Izz al-Din fou la que va governar a Sassun. El principat va tenir una interrupció temporal sota els seljúcides (1139-1180) i una altra sota els aq qoyunlu (1467-1495). Va annexionar Arzan vers 1231. Tenia bona part de la població armènia.
El darrer príncep fou deposat pels turcs a la meitat del segle xix.